# BoBoiBoy: The Movie
BoBoiBoy: Phiêu Lưu Ký (BoBoiboy: The Movie) là phim điện ảnh của phim BoBoiBoy. Phim chiếu trên kênh TV3 của Malaysia vào tháng 5/2016 và lên sóng Disney Channel vào ngày 21/8/2016.

## Nội dung
Câu chuyện nói về cuộc đối đầu giữa Nhóm bạn BoBoiBoy và biệt đội Tengkotak. BoBoiBoy rủ các bạn đi dã ngoại nhưng vì phải giải quyết 3 tên cướp nên BoBoiBoy đến muộn. Nhóm Tengkotak đáp phi thuyền xuống quán của ông Aba để cướp Ochobot. Ban đầu, nhóm bạn BoBoiBoy thất thế vì Tengkotak mạnh hơn rất nhiều. Nhóm bạn BoBoiBoy rủ Papa đi câu mực nhưng thực chất là đi cứu Ochobot. Khi đi tìm Kalambot thì Adu Du và Probe bị Borara thả xuống biển cùng con mực quỷ Kurita. Nhưng Gopal đã biến Kurita thành mực chiên để cứu nhóm BoBoiBoy, Adu Du và Probe. Đến đêm thì BoBoiBoy nhận được tin là Ochobot cần được cứu. Nhóm bạn này đã lên đường đi cứu. Nhóm Tengkotak đã thả máy J-Rex để xử lý Papa nhưng sau đó máy đã đi theo Papa. Nhóm bạn BoBoiBoy đã đến một cái hang và gặp Kalalambot. Klalambot đã khuyên Ochobot cần nâng cấp. Khi Kalalambot bị Tengkotak tra tấn thì năng lượng đã sang Ochobot. Borara tức giận nên đã đánh Kalalambot sang một bên. Hắn đã hút năng lượng từ Ochobot để có sức mạnh dịch chuyển. Fang đã kịp ngăn Borara để BoBoiBoy nói với Ochobot những lời cuối. May mắn thay, trước khi bị mất ý thức, Ochobot đã chuyển năng lượng cho nhóm bạn BoBoiBoy. Và nhờ năng lượng đó, nhóm BoBoiBoy đánh bại Gaganaz. Nhưng Borara đã tạo một hố đen để hút nhóm bạn BoBoiBoy. Và Borara đã bị đánh bại sau khi hắn bị hút vào hố đen do chính hắn tạo ra. Sau đó, Ciciko nói thông tin về chính mình nhưng vì độ cao là quá lớn nên BoBoiBoy không nghe thấy. Cuối cùng, nhóm bạn BoBoiBoy, Adu Du và Probe trở lại đảo và quay về cuộc sống ngày thường của họ - một kết thúc rất có hậu.

## Phần tiếp theo
BoBoiBoy The Movie 2 hiện đã được monsta phát hành vào ngày 8.8.2019 và tại Việt Nam ngày 30.8.2019.